# Bimal Tarafdar
Bimal Tarafdar, född 6 juli 1974, är en friidrottare från Bangladesh. Han deltog vid olympiska sommarspelen 1996.